# 金·德莱尼
金·德莱尼（英語：Kim Delaney，1961年11月29日—），美国女演员。曾获得黄金时段艾美奖戏剧类电视系列剧最佳女配角。